# Veritas Vincit
Veritas Vincit es una película histórica muda alemana de 1919 dirigida por Joe May y protagonizada por Mia May, Johannes Riemann y Magnus Stifter. Se hizo como una epopeya en tres episodios, similar a Intolerancia de DW Griffith. La primera tiene lugar en la Antigua Roma, la segunda durante el Renacimiento y la tercera poco antes de la Primera Guerra Mundial. Aunque no se lanzó hasta la primavera de 1919, se había realizado durante los últimos meses de la guerra del año anterior.
Los decorados de la película fueron diseñados por los directores de arte Paul Leni y Siegfried Wroblewsky. Se rodó en los Weissensee Studios de Berlín y en exteriores de la ciudad.

## Reparto
- Mia May como Helena / Ellinor / Komtessa Helene
- Johannes Riemann como Lucfius / Ritter Lutz von Ehrenfried / Prinz Ludwig
- Magnus Stifter como Decius
- Emil Albes como Flavio
- Wilhelm Diegelmann como Tullulus
- Ferry Sikla como Fucius Asinius
- Paul Biensfeldt como Dígulo
- Georg John como Senador Blinder
- Leopold Bauer como Meister Heinrich, der Goldschmied
- Lina Paulsen como Úrsula
- Friedrich Kühne como Florian
- Bernhard Goetzke como Inder
- Adolf Klein como Fürst
- Olga Engl como Furstin
- Joseph Klein como el general von der Tanne
- Max Laurence como Untersuchungsrichter
- Anders Wikman como vizconde René de Montmorte
- Hermann Picha como Zauberin
- Emmy Wyda
- María Forescu
- Max Gülstorff como Wilddieb